# Tryphon trochanteratus
Tryphon trochanteratus är en stekelart som beskrevs av Holmgren 1857. Tryphon trochanteratus ingår i släktet Tryphon och familjen brokparasitsteklar. Arten är reproducerande i Sverige. Inga underarter finns listade i Catalogue of Life.